# Mustius eurypterus
Mustius eurypterus är en insektsart som beskrevs av Karsch 1896. Mustius eurypterus ingår i släktet Mustius och familjen vårtbitare. Inga underarter finns listade i Catalogue of Life.